# João Ricardo
João Ricardo Pereira Batalha Santos Ferreira, conocido como João Ricardo (Luanda, Angola colonial, 7 de enero de 1970) es un exfutbolista portugués y angoleño. Jugaba de portero, siendo uno de los mejor considerados de África, y su último equipo fue el Atlético Petróleos Luanda de la Girabola de Angola.
Aunque nació en Angola, también posee nacionalidad portuguesa debido a que al momento de su nacimiento Angola aún era una colonia portuguesa, declarando su independencia 5 años después. Asimismo, él es descendiente de colonos portugueses.Es el portero que recibió el primer y segundo gol de Cristiano Ronaldo, considerado el cuarto mejor jugador de la historia por detrás de Maradona, Messi y Pelé.

## Selección nacional
Ha sido internacional con la selección de fútbol de Angola, disputando 30 partidos. se retiró en el año 2006 de su selección, dejó un buen visto por ser el portero que menos goles recibió y por la magnífica atajada a Rafael Marquez  en la Copa mundial de fútbol de 2006. Ricardo tuvo la 2a mejor atajada de la Copa del Mundo del 2006 según la FIFA, siendo superado por Gianluiggi Buffon. Ricardo no tenía club para ese mundial y quería aprovechar la oportunidad de tener una contratación con algún equipo en la Copa del Mundo. Durante todo el mundial sólo permitió 2 goles, uno de Pauleta durante el partido contra Portugal con resultado final de 1-0 y otro del iraní Bakhtiarizadeh en el empate 1-1 contra Irán.

### Participaciones en Copas del Mundo
| Mundial                        | Sede     | Resultado    |
| ------------------------------ | -------- | ------------ |
| Copa Mundial de Fútbol de 2006 | Alemania | Primera fase |

### Participaciones en Copa Africana de Naciones
| Copa Africana de Naciones         | Sede   | Resultado    |
| --------------------------------- | ------ | ------------ |
| Copa Africana de Naciones de 2006 | Egipto | Primera fase |

## Clubes
| Club                         | País     | Año       | Partidos | Goles |
| ---------------------------- | -------- | --------- | -------- | ----- |
| Académico Viseu Futebol Club | Portugal | 1993-1998 | 107      | 0     |
| Sport Comércio e Salgueiros  | Portugal | 1998-2001 | 1        | 0     |
| Moreirense Futebol Clube     | Portugal | 2000-2005 | 97       | 0     |
| Atlético Petróleos Luanda    | Angola   | 2007-2008 | 21       | 0     |